# 針鼴蝦屬
布氏針鼴蝦（學名：Echidnacaris briggsi）為針鼴蝦屬（學名：Echidnacaris）的唯一一個種，也是模式種。是節肢動物門、恐蝦綱、射齒目、篩蝦科底下的一個屬。原本是位在奇蝦屬（學名：Anomalocaris ）的布氏＂奇蝦＂（學名： "Anomalocaris" briggsi），之後對於針鼴蝦的系統發生學證明了針鼴蝦並不是奇蝦，而是獨立一個屬。針鼴蝦是除了奇蝦屬的戴氏奇蝦（Anomalocaris daleyae）外，唯一一個分佈在澳洲的放射齒目動物。

## 發現與命名
針鼴蝦的化石是在澳洲南部袋鼠島的鴯鶓灣頁岩被發現的，目前被發現的這些標本被存放在南澳州立博物館（South Australian Museum）。原本針鼴蝦被克里斯多福·內丁（Christopher Nedin）於1995年發表的，當時命名為布氏奇蝦（ Anomalocaris briggsi），發表十幾年後因被懷疑是否為奇蝦屬，到2023年，針鼴蝦才重新歸類為新的屬。針鼴蝦的名字是以生活在澳洲的針鼴俗名－echidna，因為針鼴蝦附肢上有許多的小刺；caris是拉丁语的螃蟹，是恐蝦綱的常用作學名的字尾。

## 描述

### 前附肢
前附肢最長可達到17.5公分，總共有14節包含連接頭部與前附肢的1節柄节和13節螯节。柄节後緣的中間部分具有一個缺口，而在上方和下方分別有比較大和小的圓形突出。每節與每節的中間會有一個非常細的三角形节间膜。第一節往後的節、它的背緣會比腹緣還要長，且愈後會愈短，節的高也是。每一節都有一對從腹側凸出的内叶，柄节内叶長度佔了整個節的高約度95~100%，上面還有更細的辅助刺，往前附肢的外側邊緣有七根小刺，而在內側僅有一根在刺的最尖端凸出。其它节上的内叶會從直的會稍微彎曲。第一螯节的刺上面的外側比柄节的還要至少多1根的小刺。第二节到第十节的在外側的刺增加至13根，而內側多了六根。

### 頭部骨片
骨片是由兩個標本存留下來，且是單獨的骨片。頭部骨片呈橢圓形，最長可達到85.2毫米，寬則是61.1毫米。

### 口錐
針鼴蝦的口錐外觀似圓形，直徑7.7公分。口錐裡面的三塊大齒板會被不同寬度的八或九塊中型齒板隔開，在中央會有小的個開口，有時候發現大齒板會凸進開口。大齒板尺寸接近相等。且在內部的邊緣（開口的邊緣）有三到四顆齒狀突出物，而中型的只有兩個。大、中齒板的內半部都許多大小不一的凸出，且凸出物的尖端是指向開口處。